# Eustace Tennyson d'Eyncourt
Pour les articles homonymes, voir Tennyson (homonymie).
Eustace Henry William Tennyson d'Eyncourt, 1er baronnet, né le 1er avril 1868 et mort le 1er février 1951, est un architecte naval et un ingénieur britannique. 
En tant que directeur des constructions navales pour la Royal Navy de 1912 à 1924, il est à l'origine de la conception et de la construction de nombreux navires de guerre durant cette période. Le 20 février 1915, Winston Churchill nomme Sir Eustace président de la commission « blindés » de l'Amirauté, chargé de la conception et de la production des premiers chars militaires à avoir été utilisés pendant la guerre.
D'Eyncourt est le petit-fils de l'homme politique Charles Tennyson d'Eyncourt, lui-même oncle du poète Tennyson. Enfin, il est le neveu de l'amiral Edwin Tennyson d’Eyncourt.